# Вилхелм II (Атина)
Вижте пояснителната страница за други личности с името Вилхелм II.
Гийом II (Wilhelm II. von Sizilien; * 1312; † 22 август 1338) е херцог на Атина и Неопатрия.

## Биография
Той е син на крал Федериго II Сицилиански и на Елеонора Анжуйска, дъщеря на неаполитанския крал Шарл II Анжуйски.
През 1317 г. Гийом наследява по-големия си брат Манфред като херцог на Атина. Понеже е още непълнолетен, от негово име като викарий започва да управлява по-голямият му полубрат Алфонсо Фадрик, който след един завоевателен поход в Тесалия основава през 1319 г. Херцогство Неопатрия, което е обединено с това от Атина.
През 1336 г. римският папа отлъчва Гийом и неговия полубрат от църквата заради отказа им да признаят каталанско-арагонската власт в Атина.
Гийом умира, без да е стъпвал в своето херцогство, и е погребан в Палермо. Според завещанието му го последва неговият по-малък брат Джовани.